# Anne Hönscheid
Anne Hönscheid (* 17. Oktober 1980, verheiratete Anne Mey) ist eine deutsche Badmintonspielerin. 

## Karriere
Anne Hönscheid gewann nach zahlreichen Titeln bei westdeutschen und deutschen Nachwuchsmeisterschaften 1999 mit Bronze im Damendoppel ihre erste Medaille bei den Erwachsenen. Im gleichen Jahr erkämpfte sie sich einen kompletten Medaillensatz bei den Junioren-Europameisterschaften. Im Jahr darauf gewann sie ihren einzigen Titel bei deutschen Meisterschaften mit Christian Mohr im Mixed.

## Sportliche Erfolge
| Saison    | Veranstaltung                        | Disziplin   | Platz | Name                                                                   |
| --------- | ------------------------------------ | ----------- | ----- | ---------------------------------------------------------------------- |
| 1991/1992 | Westdeutsche Einzelmeisterschaft U12 | Damendoppel | 1     | Anne Hönscheid / Petra Overzier (TTC Brauweiler 1948)                  |
| 1992/1993 | Westdeutsche Einzelmeisterschaft U12 | Dameneinzel | 1     | Anne Hönscheid (TTC Brauweiler 1948)                                   |
| 1992/1993 | Westdeutsche Einzelmeisterschaft U12 | Damendoppel | 1     | Anne Hönscheid / Petra Overzier (TTC Brauweiler 1948)                  |
| 1994/1995 | Deutsche Einzelmeisterschaft U14     | Dameneinzel | 2     | Anne Hönscheid (TTC Brauweiler 1948)                                   |
| 1994/1995 | Deutsche Einzelmeisterschaft U14     | Damendoppel | 1     | Petra Overzier / Anne Hönscheid (TTC Brauweiler 1948)                  |
| 1994/1995 | Westdeutsche Einzelmeisterschaft U14 | Damendoppel | 1     | Petra Overzier / Anne Hönscheid (TTC Brauweiler 1948)                  |
| 1995/1996 | Deutsche Einzelmeisterschaft U16     | Damendoppel | 2     | Petra Overzier (TTC Brauweiler) / Anne Hönscheid (TTC Brauweiler 1948) |
| 1995/1996 | Westdeutsche Einzelmeisterschaft U16 | Damendoppel | 1     | Anne Hönscheid / Petra Overzier (TTC Brauweiler 1948)                  |
| 1996/1997 | Deutsche Einzelmeisterschaft U16     | Dameneinzel | 2     | Anne Hönscheid (TTC Brauweiler 1948)                                   |
| 1996/1997 | Westdeutsche Einzelmeisterschaft U16 | Damendoppel | 1     | Anne Hönscheid / Petra Overzier (TTC Brauweiler 1948)                  |
| 1996/1997 | Deutsche Einzelmeisterschaft U16     | Damendoppel | 1     | Anne Hönscheid / Petra Overzier (TTC Brauweiler 1948)                  |
| 1996/1997 | Westdeutsche Einzelmeisterschaft U16 | Dameneinzel | 1     | Anne Hönscheid (TTC Brauweiler 1948)                                   |
| 1997/1998 | Deutsche Einzelmeisterschaft U19     | Dameneinzel | 1     | Anne Hönscheid (TTC Brauweiler 1948)                                   |
| 1997/1998 | Deutsche Einzelmeisterschaft U19     | Damendoppel | 1     | Anne Hönscheid / Petra Overzier (TTC Brauweiler 1948)                  |
| 1997/1998 | Westdeutsche Einzelmeisterschaft U19 | Damendoppel | 1     | Hönscheid Anne / Petra Overzier (TTC Brauweiler 1948)                  |
| 1998/1999 | Westdeutsche Einzelmeisterschaft     | Damendoppel | 1     | Hönscheid Anne / Petra Overzier (TTC Brauweiler 1948)                  |
| 1998/1999 | Deutsche Einzelmeisterschaft U19     | Dameneinzel | 1     | Anne Hönscheid (TTC Brauweiler 1948)                                   |
| 1998/1999 | Deutsche Einzelmeisterschaft         | Damendoppel | 3     | Anne Hönscheid / Petra Overzier (TTC Brauweiler)                       |
| 1998/1999 | Deutsche Einzelmeisterschaft U19     | Damendoppel | 1     | Petra Overzier / Anne Hönscheid (TTC Brauweiler 1948)                  |
| 1999      | Junioren-Europameisterschaft         | Dameneinzel | 3     | Anne Hönscheid                                                         |
| 1999      | Junioren-Europameisterschaft         | Damendoppel | 1     | Petra Overzier / Anne Hönscheid                                        |
| 1999      | Junioren-Europameisterschaft         | Mixed       | 2     | Sebastian Schmidt / Anne Hönscheid                                     |
| 1999/2000 | Deutsche Einzelmeisterschaft         | Mixed       | 1     | Christian Mohr / Anne Hönscheid (FC Langenfeld / TTC Brauweiler)       |
| 1999/2000 | Deutsche Einzelmeisterschaft         | Damendoppel | 2     | Karen Stechmann / Anne Hönscheid (FC Langenfeld / TTC Brauweiler)      |
| 2000/2001 | Deutsche Einzelmeisterschaft         | Damendoppel | 2     | Kathrin Piotrowski / Anne Hönscheid (Bottroper BG / FC Langenfeld)     |
| 2001/2002 | Deutsche Einzelmeisterschaft         | Mixed       | 3     | Joachim Tesche / Anne Hönscheid (FC Langenfeld)                        |

## Referenzen
- Martin Knupp: Deutscher Badminton Almanach, Eigenverlag/Deutscher Badminton-Verband (2003), 230 Seiten

| Personendaten    | Personendaten               |
| ---------------- | --------------------------- |
| NAME             | Hönscheid, Anne             |
| ALTERNATIVNAMEN  | Mey, Anne                   |
| KURZBESCHREIBUNG | deutsche Badmintonspielerin |
| GEBURTSDATUM     | 17. Oktober 1980            |